# Chrysops turanicus
Chrysops turanicus är en tvåvingeart som beskrevs av Olsufjev 1937. Chrysops turanicus ingår i släktet Chrysops och familjen bromsar. Inga underarter finns listade i Catalogue of Life.